# La bottega musicale
La Bottega Musicale è un coro polifonico con organico femminile con sede a San Raffaele Cimena, fondato nel 1977 e diretto da Giovanni Cucci.

## Tournée
Oltre ai numerosi riconoscimenti a concorsi nazionali e internazionali, Il coro è stato ospite ai festival internazionali di Neerpelt (Belgio), di Banska' Bystriça (Slovacchia), di Watou (Belgio) di Loreto e Mel (Italia).